# Valter Kristenson
Valter Kristensson, född 22 januari 1919 i Ryda församling, Skaraborgs län, död 2 oktober 1985 i Kortedala församling, Göteborgs och Bohus län, var en svensk metallarbetare och socialdemokratisk riksdagspolitiker.
Kristensson var ledamot av riksdagens andra kammare 1957-1970, invald i Göteborgs stads valkrets. Från 1971 var han ledamot av den nya enkammarriksdagen.